# Bical
Bical é uma casta de uva branca portuguesa cultivada principalmente na região da Bairrada. Produz vinhos com elevada acidez e é frequentemente usada na produção de espumantes. Na região do Dão é conhecida por Borrado das Moscas, dada a pigmentação que adquire.